# 俄羅斯解體
俄羅斯联邦解體是設想俄羅斯聯邦在未来由統一國家分裂為多個潛在的主權獨立之繼承國的假想。此話題於網路上、現實中已有相當數量之文章予以討論。現今之俄羅斯聯邦為蘇聯之主要繼承國。許多人物曾在公眾、學術場合討論過各種可能危及俄羅斯聯邦統一之存續的趨勢、疑難，如加里·卡斯帕羅夫、米哈伊爾·列昂季耶夫、赫爾曼·格列夫、馬克西姆·卡拉什尼科夫、謝爾蓋·庫爾吉揚、亞歷山大·普羅漢諾夫、娜塔莉亞·納羅欽茨卡婭、德米特里·梅德韋傑夫。若此情形成真，那麼對於世界而言，當務之急是擁有確保核武器安全之計劃，以免出現「有核彈的南斯拉夫」之情形，原因之一是，當克里姆林宮失去對核武之掌控時，恐怖組織或能趁此獲得流出之核武器。

## 歷史先例

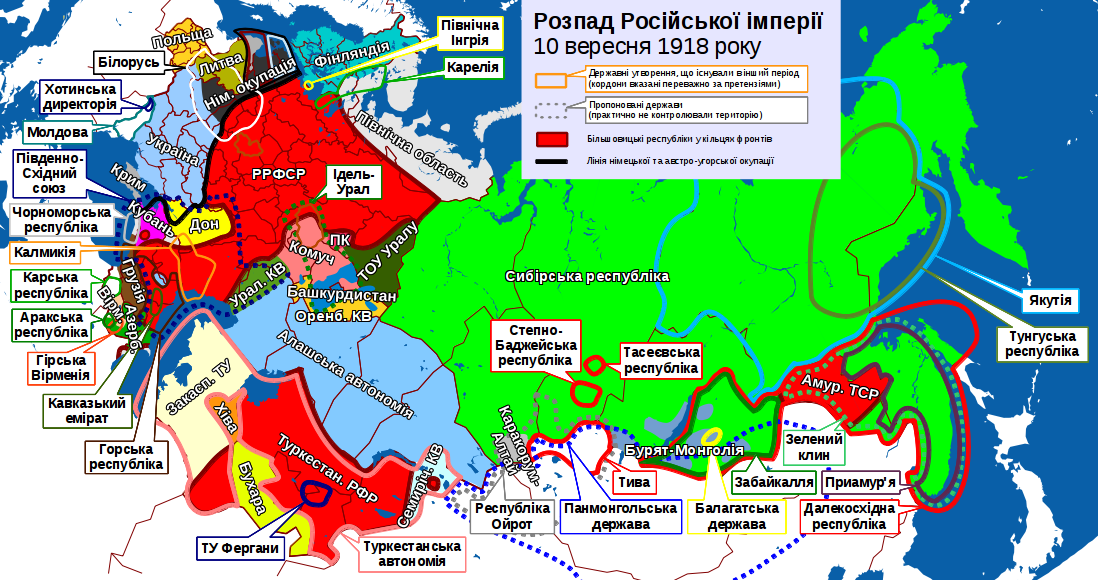
1918年俄羅斯帝國之解體。

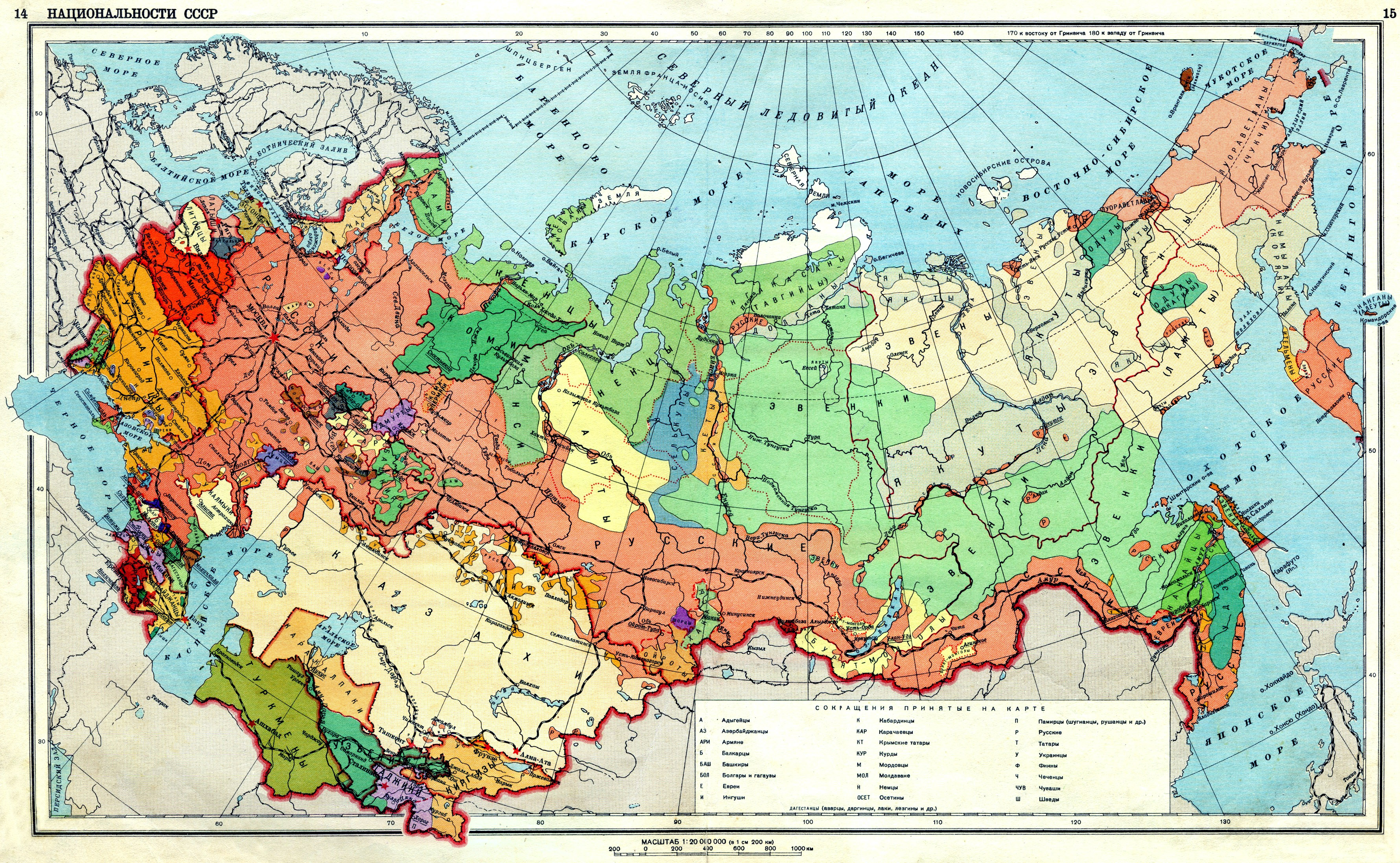
1941年苏联民族分布。

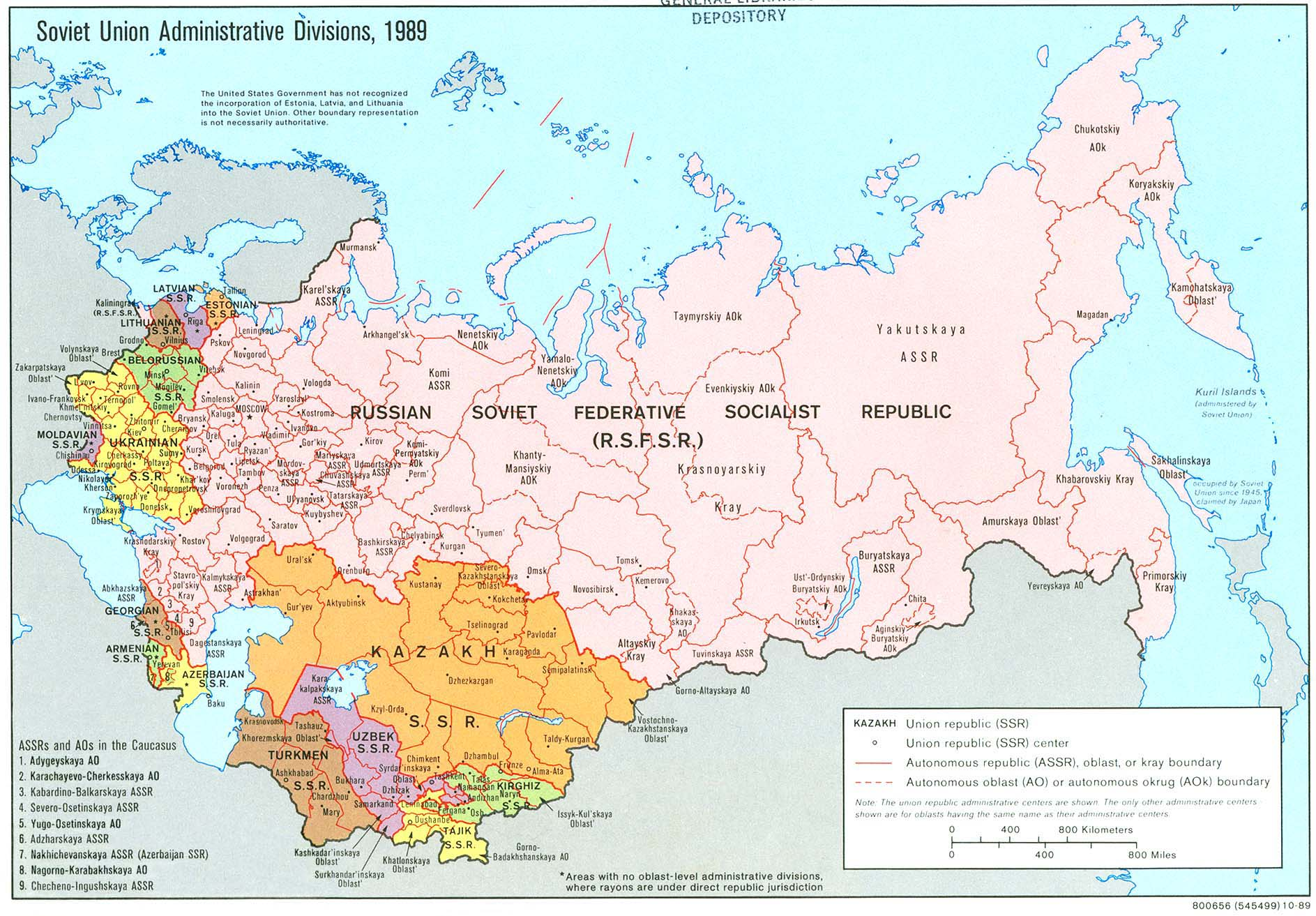
1989年蘇聯行政區劃圖。

在俄羅斯歷史上，其治下領土大規模離脫主要發生在两個時期。其一為1917年由二月革命、十月革命所引發之俄羅斯帝國解體，此間俄羅斯帝國之經濟、社會結構、公眾、政治領域均發生激烈解體，最終導致沙皇政權倒台、波蘭、芬蘭、波羅的海三國獨立，另致羅馬尼亞奪走比薩拉比亞，其他領土則以『蘇維埃社會主義共和國聯盟成立條約』為框架，作為加盟共和國獲得有限主權。其二為1991年之蘇聯解體，其加盟共和國摩爾多瓦、白俄羅斯、烏克蘭、喬治亞、亞美尼亞、亞塞拜然、哈薩克斯坦、吉爾吉斯斯坦、烏茲別克斯坦、土庫曼斯坦、塔吉克斯坦、波羅的海國家立陶宛、拉脫維亞、愛沙尼亞相繼獨立。上述國家中部分後來成為歐盟、北約成員。自20世紀90年代俄羅斯聯邦作為多民族中央集權聯邦制國家成立起，車臣、韃靼斯坦尋求自俄羅斯獨立，引致頻發之車臣－俄羅斯衝突。於史而言，俄羅斯自日俄戰爭戰敗後即已逐漸萎縮，二戰勝利後俄羅斯並未顯著拓寬其領土，而是在東歐營造了廣闊勢力範圍。自二戰後至現代，俄羅斯再未從發動戰爭中獲益，反而始終未能自衝突中復元，引致冷戰發生。此種以東方集團、華約為代表之勢力範圍於1991年崩潰，與部分預料截然相反，前蘇聯諸衛星國紛紛轉向北約、歐盟，而非回頭投靠莫斯科。一些人訝異於此種解體並非以更加暴力的方式進行，而另一些觀點認為其中之暴力以2014年以來之俄烏戰爭形式出現。

## 解體可能誘因
俄羅斯科學院哲學研究所首席研究員弗拉基米爾·舍甫琴科（羅馬化：V. Shevchenko）於2015年評述奧爾佳·尤里耶夫娜·馬斯洛娃（羅馬化：O. Yu. Maslova）所著文章《同代人所述之21世紀初俄羅斯解體》（俄语：Распад России в начале XXI века в высказываниях современников）時指出，該文包含大量俄羅斯解體之主題的作者，涵蓋從「俄羅斯解體幾乎無可避免並已開始」到「存在蓄意人為使國家解體之企圖」等各種觀點支持者。俄羅斯可能發生之解體進程乃至崩潰的主要誘因，據舍甫琴科之評論著作《俄羅斯的未來：哲學理解之戰略》（英語：The Future of Russia: Strategies for philosophical Understanding）所述，是缺乏如蘇聯共產主義等能團結俄羅斯所有民族的國家理念或工程，俄羅斯之國家地位已處於1種所有進程都更加易變的暫態，既有合併也有解體。舍甫琴科在其著作中亦指出，隨之而來的可能之崩潰的原因，包括仇外情緒（如「俄羅斯人的俄羅斯」）、俄羅斯少數民族分離主義傾向，各自治共和國向成熟國家之轉變，他進一步認為，解體事實上已開始，其跡象表現為治外法權、自治共和國之國家機器中非本國籍者遭剔除、伊斯蘭教之激進化。安德烈·科比亞科夫率領的分析團隊在提交給伊茲伯爾斯基俱樂部的1份報告中，列出了現代俄羅斯社會中可能引致國家崩潰的分裂路徑，包括社會經濟不平等、民族間關係、精英與民眾之疏離、「創造性階層」與其他社會階層之對立。文化學家伊戈里·亞科文科認為，解體進程之主要誘因在於俄羅斯不同地域間市場現代化進程之不均衡，加劇了地區間之經濟隔離，他同時認為，俄羅斯會分裂為南北俄羅斯、西伯利亞、北高加索、亞歐洲界地帶等數個地區。據數學家格奧爾基·馬利涅茨基所言，俄羅斯崩潰有如下幾種可能誘因：
- 不同社會階層間收入差距之懸殊。
- 不同地域間經濟鴻溝之巨大。
- 不同地域間由基礎設施不完善所引致交流之繁雜。
- 不同世代間之隔閡。
- 現存之宗教、文化、民族間對立之固化。
- 地方領袖權力之強化。

部分俄羅斯人還稱，使用拉丁字母可能引致國家解體，俄羅斯法律提倡國內所有語言使用西里爾字母。由2022年侵烏戰爭引致之局勢不穩及其中俄軍之威望掃地使俄羅斯解體之觀點重獲關注。俄羅斯早已廣為所知的人口困局在戰爭期間只有進一步惡化，從而使一些人確信解體可能在不遠的未來即會發生。其他潛在觸發因素之一為普京（無論何種原因）離任後不可避免權力真空，各地方領袖很可能為此展開權力爭奪。

## 對後果之觀點
2005年4月接受《專家》雜誌採訪時，總統府負責人德米特里·梅德韋傑夫稱：
|                       | 若我們未能團結精英階層，作為單一國家之俄羅斯將可能消失……其後果將相當可怕。蘇聯解體與現代俄羅斯之國家崩潰相比，可能也不過如幼兒園日場電影一般。 |
| ——德米特里·梅德韋傑夫 | |

2011年於古傑爾梅斯舉辦北高加索聯邦管區發展之政府委員會會議中，弗拉基米爾·普京就「若高加索突然脫離俄羅斯會如何」表示：
|                   | 假如此事發生，那麼，當下那一秒——甚至不是一小時，而是一秒——就會有人想對俄羅斯其餘領土幹同樣的事……這將是一場無一例外地影響到每一位俄羅斯國民的悲劇。 |
| ——弗拉基米爾·普京 | |

## 領土收復主義
俄羅斯境內許多民族與鄰國之明列民族相關或完全相同，因而在俄羅斯及其鄰國之部分地區，意在將遭分隔之族群重新統一領土收復主義觀念常有提起。在布里亞特共和國、两個布里亞特人自治區（其一為烏斯季-奧爾登斯基布里亞特區，此種觀念表現為併入蒙古泛蒙古主義之一部份。哈薩克斯坦的民族主義圈中常有收復1920年哈薩克蘇維埃社會主義共和國前首都奧倫堡、鄂木斯克州南部之呼聲。將芬蘭、卡累利阿統一為大芬蘭觀念亦曾盛行於芬蘭、卡累利阿之部分人群中。

## 流行文化
一些影视游戏作品对俄罗斯解体的可能情形进行了假设，或者以其塑造的各族裔形象及民族观反过来影响俄罗斯族际关系的团结或解体倾向。

## 外部連結
- Philosophical Sciences — 2/2015. V. Shevchenko. To the discussions around the topic "The Breakup of Russia": in Search of the Optimal Form of the Russian State （页面存档备份，存于）
- 11.05.2009 Maslov Oleg. The disintegration of Russia at the beginning of the 21st century in the statements of contemporaries （页面存档备份，存于）
- Is Russia's collapse inevitable? （页面存档备份，存于）
- Is it possible for Russia to decay or contract? （页面存档备份，存于）
- http://ecsocman.hse.ru/data/2011/09/04/1267441592/2.pdf （页面存档备份，存于）